# Örebro fögderi
Örebro fögderi avsåg den lokala skattemyndighetens verksamhetsområde i nuvarande Örebro samt i delar av Lekebergs, Lindesbergs, Hallsbergs och Kumla kommuner mellan åren 1918 och 1991. Efter detta år omorganiserades skatteväsendet och fögderierna ersattes av en skattemyndighet för varje län – i detta fall den för Örebro län. År 2004 gick verksamheten upp i det nybildade Skatteverket.
Örebro fögderi föregicks av flera mindre fögderier, vilka sedermera även delvis hamnade under Lindesbergs och Hallsbergs fögderier.
- Kumla fögderi (1952-1966)
- Edsbergs fögderi (1946-1951)
- Östernärke fögderi (1779-1917)
- Västernärke fögderi (1779-1917)